# اندیس میمه
میمه یک اندیس مصالح ساختمانی است که در حوالی شهر میمه استان اصفهان قرار دارد و مادهٔ معدنی موجود در آن، سنگ تزئینی است.  